# Cerveceros de Tecate
Los Cerveceros de Tecate fue un equipo de béisbol que participó en la Liga Norte de México y en la Liga Norte de Sonora con sede en Tecate, Baja California, México.

## Historia
Los Cerveceros de Tecate regresaron a la LNM en 2012. Para 2013 este equipo será filial de las escuadras Acereros de Monclova y Tigres de Quintana Roo pertenecientes a la Liga Mexicana de Béisbol.

## Jugadores

### Roster actual
Por definir.